# Лариса Богораз
Лариса Йосифовна Богораз (на руски: Лари́са Ио́сифовна Богора́з) (по паспорт Богораз-Брухман ) е съветска и руска лингвистка от еврейски произход, правозащитничка, публицистка, съветска дисидентка. Председателка на Московската хелзинкска група (1989 – 1996).

## Биография
Родена е на 8 август 1929 г. в Харков, в семейство на бюрократи от комунистическата партия. Баща ѝ, Йосиф Аронович Богораз (1896, Овруч – 1985, Москва) е икономист и писател, служител на Държавната комисия за планиране и Института на червените професори на Украинската ССР, ръководител на катедрата в Икономическия факултет на Харковския университет, който през 1936 – 1941 г. е затворен във Воркутлаг. Майка ѝ, Мария Самуиловна Брухман (1901, Томашпол – 1950, Москва), работи в политическия отдел на армията по време на Гражданската война. Братовчеди на бащата са народоволецът, етнограф и лингвист В. Г. Богораз и хирургът Н. А. Богораз  Родителите ѝ се развеждат през 30-те години на XX век, а бащата се жени повторно за поетесата Алла Зимина (Олга Григориевна Олсуфиева, 1904 – 1986).
През 1950 г. завършва филологическия факултет на Харковския университет и се омъжва за своя състудент Юлий Даниел. Преместват се в Москва. До 1961 г. работи като учителка по руски език в училища в Калужска област, а след това и в Москва. През 1961 – 1964 г. е аспирантка в сектора по математическа и структурна лингвистика на Института по руски език на Академията на науките на СССР. През 1964 – 1965 г. преподава обща лингвистика във филологическия факултет на Новосибирския университет. През 1965 г. защитава докторска дисертация.
През 1965 г. съпругът ѝ е арестуван заедно с Андрей Синявски по обвинение в антисъветска дейност (процесът Синявски – Даниел). Лариса Богораз оказва огромно влияние върху развитието на събитията след техния арест. Първото си писмо до генералния прокурор на СССР тя завършва с искането за „спазване на нормите на хуманност и законност“. През февруари 1966 г., заедно с Мария Розанова, тя стенографира съдебното заседание по това дело. Впоследствие тези бележки са в основата на „Бялата книга по делото А. Синявски и Ю. Даниел“. 
През 1968 г. заедно с Павел Литвинов тя подготвя първото писмо, адресирано до „световната общественост“, във връзка с „процеса на четиримата“ (Ю. Галансков, А. Гинзбург, А. Доброволски и В. Лашкова).
Лариса Богораз участва в известния протест на Червения площад на 25 август 1968 г. срещу навлизането на съветските войски в Чехословакия. За това тя получава 4 години заточение в Иркутска област (1968 – 1971).
Когато се завръща в Москва продължава борбата за човешките права. Участва активно в създаването на нелегалния правозащитен информационен бюлетин „Хроника на текущите събития“.
От 1976 до 1984 г. е член на редакционния съвет на нелегално издаваната историческа поредица „Памет“, която за първи път излиза в самиздат, а впоследствие е публикувана в чужбина. Пише и за емиграционни издателства като „Континент“. Прави много, за да информира обществеността за съветските политически затворници. Вторият ѝ съпруг, известния дисидент Анатолий Марченко, също лежи в съветски затвор и умира там през 1986 г. след гладна стачка.
След разпадането на Съветския съюз тя продължава правозащитната си дейност, ставайки председател на Московската хелзинкска наблюдателна група и Семинара по правата на човека, съвместна руско-американска неправителствена организация.
Почива на 8 април 2004 г. в Москва. Урната с праха ѝ е положена на Николо-Архангелското гробище.

## Семейство
- Първи съпруг (докъм 1971 г.) – Юлий Маркович Даниел (1925 – 1988)
  - Син – Александър Даниел (р. 1951).
- Втори съпруг (около 1971 – 1986) – Анатолий Тихонович Марченко (1938 – 1986)
  - Син – Павел Анатолиевич Марченко

## Книги
- Цветы на перелоге (повесть для детей, с Б. Харчуком и Я. Гарбузенко). Москва, Молодая гвардия, 1960.
- Сны памяти. Харьков, Права людини, 2009.[5]

### Речи и статии
- Речи и статии на Л. Богораз
- Реч на защитата на Л. Богораз на „Процеса на седемте“", 1968
- Последната дума на Лариса Богораз (11 октомври 1968 г.)
- Лариса Богораз „Морална съпротива“ Архив на оригинала от 2020-02-24 в Wayback Machine.
- Чувствам ли се част от еврейския народ? Автобиографична статия от Лариса Богораз, 1972

### Информация в бюлетина „Хроника на текущите събития“
- Информация о демонстрации Архив на оригинала от 2012-09-29 в Wayback Machine.
- Информация о суде над демонстрантами Архив на оригинала от 2017-02-04 в Wayback Machine.

### Документи наКГБ на СССР
- О демонстрации на Красной площади 25 августа 1968: Записка КГБ
- Письмо Андропова в ЦК про демонстрацию

### Други връзки
- Кацва Л. А. История России: Советский период. (1917 – 1991).
- Сева Новгородцев. 23 августа 2003: К 35-летию советского вторжения в Чехословакию
- Obituary: Larisa Iosifovna Bogoraz
- Ким Ю. «Я сам себе Ильич». Архив на оригинала от 2020-09-25 в Wayback Machine.

|  | Тази страница частично или изцяло представлява превод на страницата „Богораз, Лариса Иосифовна“ в Уикипедия на руски. Оригиналният текст, както и този превод, са защитени от Лиценза „Криейтив Комънс – Признание – Споделяне на споделеното“, а за съдържание, създадено преди юни 2009 година – от Лиценза за свободна документация на ГНУ. Прегледайте историята на редакциите на оригиналната страница, както и на преводната страница, за да видите списъка на съавторите. ВАЖНО: Този шаблон се отнася единствено до авторските права върху съдържанието на статията. Добавянето му не отменя изискването да се посочват конкретни източници на твърденията, които да бъдат благонадеждни. |